# Giuseppe Ferraris (politico)
Giuseppe Ferraris (Pezzana, 20 ottobre 1903 – Vercelli, 30 gennaio 1987) è stato un politico italiano.